# Redeemer University
Die Redeemer University (kurz Redeemer) ist eine christliche, calvinistische Privatuniversität in Hamilton, Ontario, Kanada.
Die Hochschule wurde 1982 als Redeemer College gegründet. Ab 1998 konnten universitäre Studien angeboten werden; 2000 erhielt die Hochschule die Anerkennung als Universität und firmierte zum Redeemer University College. 2021 erhielt die Universität den Namen Redeemer University. Die Universität bietet 40 Abschlüsse an in den Bachelorprogramme Bachelor of Arts, Bachelor of Science und Bachelor of Education.